# Aurantinidin
Aurantinidin ist ein wasserlöslicher, roter Pflanzenfarbstoff aus der Stoffgruppe der Anthocyanidine. Aurantinidin wurde in Balsaminengewächsen und Inkalilien nachgewiesen.